# Olof-Palme-Platz 2 (Stralsund)

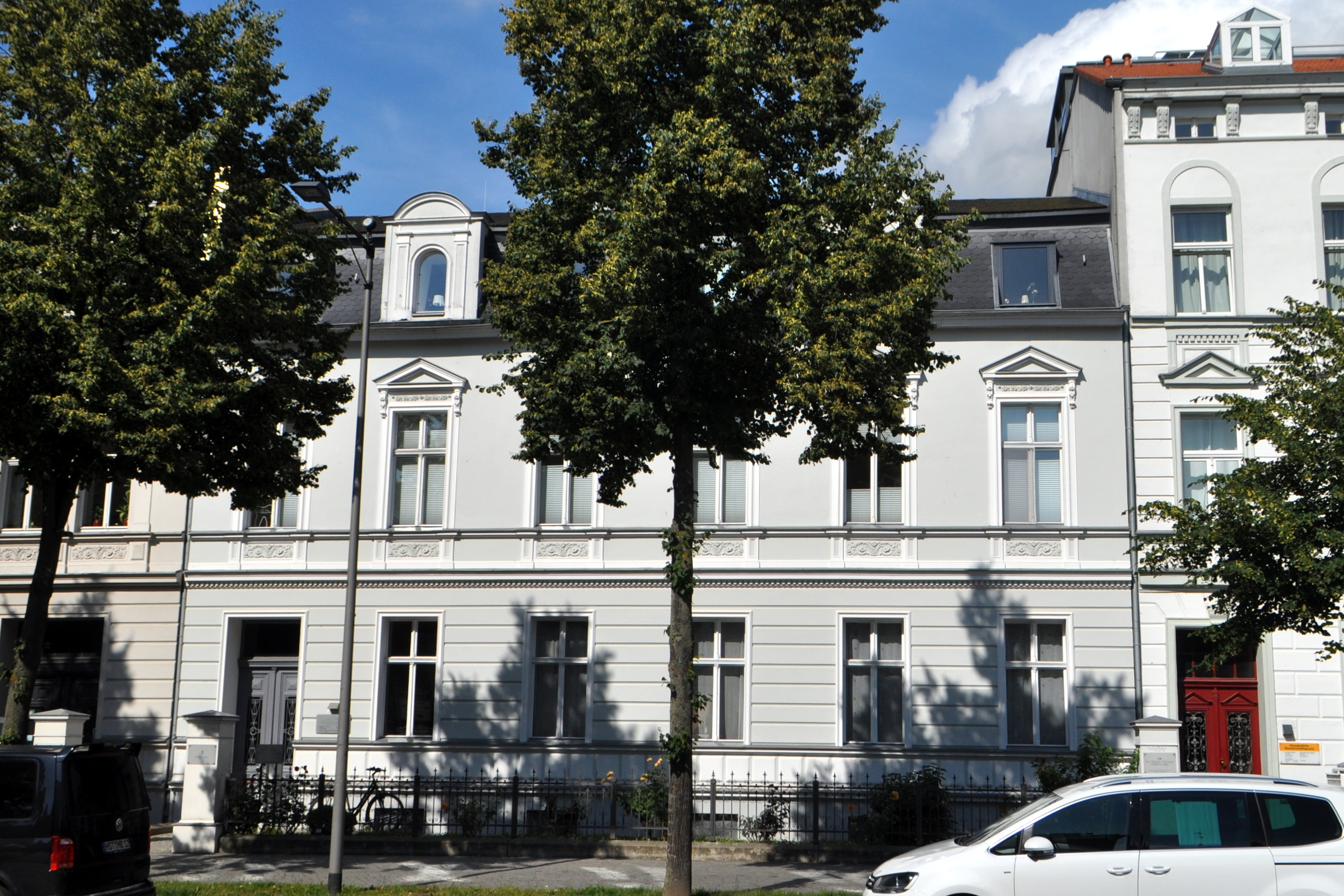
Stralsund, Olof-Palme-Platz 2, (2017)

Das Gebäude mit der postalischen Adresse Olof-Palme-Platz 2 ist ein denkmalgeschütztes Bauwerk am Olof-Palme-Platz in Stralsund.
Der zweigeschossige und sechsachsige Putzbau mit Mansarddach wurde im Jahr 1882 errichtet.
Die Fassade weist im Erdgeschoss Putzrustika auf. Im Obergeschoss sind dreieckige, auf Konsolen ruhende Fensterverdachungen gestaltet. Ein horizontales, breites Gesimsband mit geschmückten Brüstungsfeldern trennt die Geschosse optisch.
Zwei segmentbogig übergiebelte Gauben und dazwischen eine kleinere sind auf dem Dach angeordnet.
Das Haus liegt im Kerngebiet des von der UNESCO als Weltkulturerbe anerkannten Stadtgebietes des Kulturgutes „Historische Altstädte Stralsund und Wismar“. In die Liste der Baudenkmale in Stralsund ist es mit der Nummer 612 eingetragen.
Das Gebäude gehörte bis zur Umbenennung dieses Abschnitts zur Sarnowstraße.